# Divisiones Regionales de la Región de Murcia 1981-82
Las divisiones regionales de fútbol son las categorías de competición futbolística de más bajo nivel en España, en las que participan deportistas aficionados, no profesionales. En la Región de Murcia y en la provincia de Albacete su administración corre a cargo de las Real Federación de Fútbol de la Región de Murcia, incluyendo también clubes del sur de la provincia de Alicante. Inmediatamente por encima de estas categorías estaba la Tercera División española.
En la temporada 1981-1982 las divisiones regionales se dividen en Regional Preferente, Primera Regional y Segunda Regional.
Los primeros clasificados de Regional Preferente ascienden al grupo XIII de Tercera División.

## Regional Preferente

### Clasificación
|  |     | Equipos de fútbol | PJ | G  | E  | P  | GF | GC | Dif | Pts |
|  | --- | ----------------- | -- | -- | -- | -- | -- | -- | --- | --- |
|  | 1.  | Mazarrón CF       | 36 | 19 | 11 | 6  | 61 | 40 | +21 | 49  |
|  | 2.  | AP Almansa        | 36 | 21 | 6  | 9  | 75 | 39 | +36 | 48  |
|  | 3.  | CF Huercalense    | 36 | 20 | 8  | 8  | 54 | 27 | +27 | 48  |
|  | 4.  | Alcantarilla CF   | 36 | 19 | 9  | 8  | 56 | 36 | +20 | 47  |
|  | 5.  | CD Hellín         | 36 | 19 | 8  | 9  | 63 | 31 | +32 | 46  |
|  | 6.  | CD Lumbreras      | 36 | 17 | 5  | 14 | 37 | 46 | -9  | 39  |
|  | 7.  | Cehegín CF        | 36 | 15 | 9  | 12 | 61 | 47 | +14 | 39  |
|  | 8.  | CF Santomera      | 36 | 15 | 9  | 12 | 40 | 35 | +5  | 39  |
|  | 9.  | Deportiva Minera  | 36 | 14 | 10 | 12 | 61 | 47 | +14 | 38  |
|  | 10. | Torreagüera CF    | 36 | 16 | 5  | 15 | 41 | 37 | +4  | 37  |
|  | 11. | CD Bala Azul      | 36 | 13 | 10 | 13 | 52 | 49 | +3  | 36  |
|  | 12. | CD Naval          | 36 | 14 | 6  | 16 | 42 | 34 | +8  | 34  |
|  | 13. | Madrigueras UD    | 36 | 14 | 6  | 16 | 42 | 40 | +2  | 34  |
|  | 14. | Atlético Albacete | 36 | 13 | 7  | 16 | 38 | 44 | -6  | 33  |
|  | 15. | Archena CF        | 36 | 11 | 9  | 16 | 38 | 65 | -27 | 31  |
|  | 16. | Espinardo CF      | 36 | 11 | 8  | 17 | 46 | 49 | -3  | 30  |
|  | 17. | Abarán CF         | 36 | 9  | 7  | 20 | 34 | 49 | -15 | 25  |
|  | 18. | El Palmar CF      | 36 | 5  | 6  | 25 | 25 | 79 | -54 | 16  |
|  | 19. | Calasparra CF     | 36 | 5  | 5  | 26 | 27 | 99 | -72 | 15  |
|  | 20. | Atlético Lorquino | 0  | 0  | 0  | 0  | 0  | 0  | 0   | 0   |

Pts = Puntos; PJ = Partidos Jugados; G = Partidos Ganados; E = Partidos Empatados; P = Partidos Perdidos; GF = Goles Anotados; GC = Goles Recibidos
|  | Asciende a Tercera División  |
|  | Desciende a Primera Regional |

### Fase por la Permanencia
| Ida; 30 de mayo de 1982 | CD Beniel | 2:1 | Espinardo CF |  |  |

| Vuelta; 6 de junio de 1982 | Espinardo CF | 2:2 | CD Beniel |  |  |

| Asciende a Regional Preferente CD Beniel  |
| Desciende a Primera Regional Espinardo CF |

| Ida; 30 de mayo de 1982 | Sporting La Gineta CF | 1:0 | Abarán CF |  |  |

| Vuelta; 6 de junio de 1982 | Abarán CF | 3:0 | Sporting La Gineta CF |  |  |

## Primera Regional

### Clasificación Grupo 1
|  |     | Equipos de fútbol     | PJ | G  | E | P  | GF | GC | Dif | Pts |
|  | --- | --------------------- | -- | -- | - | -- | -- | -- | --- | --- |
|  | 1.  | UD La Copa            | 32 | 19 | 6 | 7  | 60 | 31 | +29 | 44  |
|  | 2.  | CD La Roda            | 32 | 19 | 4 | 9  | 68 | 33 | +35 | 42  |
|  | 3.  | Sporting La Gineta CF | 32 | 17 | 7 | 8  | 50 | 39 | +11 | 41  |
|  | 4.  | CD Bullense           | 32 | 17 | 6 | 9  | 62 | 31 | +31 | 40  |
|  | 5.  | SD Tobarra            | 32 | 16 | 7 | 9  | 57 | 42 | +15 | 39  |
|  | 6.  | Moratalla CF          | 32 | 16 | 5 | 11 | 66 | 42 | +24 | 37  |
|  | 7.  | Cotillas CF           | 32 | 15 | 7 | 10 | 51 | 36 | +15 | 37  |
|  | 8.  | CF Javalí Nuevo       | 32 | 15 | 4 | 13 | 65 | 51 | +14 | 34  |
|  | 9.  | CD Ceutí              | 32 | 12 | 7 | 13 | 44 | 43 | +1  | 31  |
|  | 10. | CP Imperial de Bonete | 32 | 12 | 4 | 16 | 46 | 48 | -2  | 28  |
|  | 11. | CD Alberca            | 32 | 10 | 8 | 14 | 41 | 52 | -11 | 28  |
|  | 12. | Lorquí CF             | 32 | 12 | 3 | 17 | 38 | 61 | -23 | 27  |
|  | 13. | Atlético Cieza        | 32 | 9  | 7 | 16 | 34 | 43 | -9  | 25  |
|  | 14. | Atlético Tarazona     | 32 | 10 | 5 | 17 | 47 | 72 | -25 | 25  |
|  | 15. | Juventud de Hellín    | 32 | 8  | 7 | 17 | 27 | 57 | -30 | 23  |
|  | 16. | CD Levante            | 32 | 7  | 7 | 18 | 30 | 62 | -32 | 21  |
|  | 17. | UD Blanca             | 32 | 9  | 4 | 19 | 32 | 75 | -43 | 20  |
|  | 18. | CD Muleño             | 0  | 0  | 0 | 0  | 0  | 0  | 0   | 0   |

Pts = Puntos; PJ = Partidos Jugados; G = Partidos Ganados; E = Partidos Empatados; P = Partidos Perdidos; GF = Goles Anotados; GC = Goles Recibidos
|  | Asciende a Regional Preferente |

### Clasificación Grupo 2
|  |     | Equipos de fútbol        | PJ | G  | E  | P  | GF | GC  | Dif | Pts |
|  | --- | ------------------------ | -- | -- | -- | -- | -- | --- | --- | --- |
|  | 1.  | Bigastro CF              | 34 | 23 | 6  | 5  | 94 | 40  | +54 | 52  |
|  | 2.  | CF Santiago de la Ribera | 34 | 23 | 5  | 6  | 84 | 28  | +56 | 51  |
|  | 3.  | CD Beniel                | 34 | 21 | 7  | 6  | 62 | 30  | +32 | 49  |
|  | 4.  | CD Cox                   | 34 | 20 | 6  | 8  | 83 | 35  | +48 | 46  |
|  | 5.  | CD Roldán                | 34 | 18 | 9  | 7  | 75 | 40  | +35 | 45  |
|  | 6.  | CD Algar                 | 34 | 15 | 10 | 9  | 49 | 40  | +9  | 40  |
|  | 7.  | Fuente Álamo CF          | 34 | 16 | 7  | 11 | 68 | 48  | +20 | 37  |
|  | 8.  | Kelme CF                 | 34 | 14 | 6  | 14 | 24 | 48  | -24 | 34  |
|  | 9.  | Olímpico Vista Alegre    | 34 | 13 | 7  | 14 | 53 | 68  | -15 | 33  |
|  | 10. | Santa Pola CF            | 34 | 13 | 7  | 14 | 48 | 55  | -7  | 31  |
|  | 11. | CD Dolores               | 33 | 13 | 3  | 17 | 59 | 53  | +6  | 29  |
|  | 12. | CD Tháder                | 34 | 11 | 6  | 17 | 52 | 66  | -14 | 28  |
|  | 13. | Atlético Orihuela        | 34 | 9  | 9  | 16 | 27 | 43  | -16 | 27  |
|  | 14. | Balsapintada CF          | 33 | 9  | 7  | 17 | 33 | 57  | -24 | 25  |
|  | 15. | Guardamar                | 34 | 8  | 7  | 19 | 21 | 59  | -38 | 23  |
|  | 16. | Abanilla Deportiva       | 34 | 9  | 5  | 20 | 29 | 55  | -26 | 23  |
|  | 17. | CD Zeneta                | 34 | 7  | 4  | 23 | 35 | 86  | -51 | 18  |
|  | 18. | San Miguel               | 34 | 5  | 5  | 24 | 15 | 101 | -86 | 15  |

Pts = Puntos; PJ = Partidos Jugados; G = Partidos Ganados; E = Partidos Empatados; P = Partidos Perdidos; GF = Goles Anotados; GC = Goles Recibidos
|  | Asciende a Regional Preferente |

### Fase por la Permanencia
| 30 de mayo de 1982 | CD Levante | 1:1 (penaltis) | Guardamar |  |  |

| Desciende a Segunda Regional Guardamar |

## Segunda Regional

### Clasificación Grupo 1
Hay muchos ascensos al crearse un grupo en Primera Regional para los equipos de la provincia de Albacete y Cuenca.
|  |     | Equipos de fútbol         | PJ | G  | E | P  | GF | GC | Dif | Pts |
|  | --- | ------------------------- | -- | -- | - | -- | -- | -- | --- | --- |
|  | 1.  | CF Barrax                 | 22 | 15 | 3 | 4  | 53 | 17 | +36 | 33  |
|  | 2.  | CP Villarrobledo Promesas | 22 | 12 | 5 | 5  | 50 | 28 | +22 | 29  |
|  | 3.  | CP Cultural Valdeganga    | 22 | 11 | 5 | 6  | 50 | 38 | +12 | 27  |
|  | 4.  | CP Balazote               | 22 | 12 | 3 | 7  | 40 | 33 | +7  | 27  |
|  | 5.  | CD Benitense              | 22 | 12 | 1 | 9  | 50 | 44 | +6  | 25  |
|  | 6.  | CD Alto Júcar             | 22 | 8  | 4 | 10 | 35 | 44 | -9  | 20  |
|  | 7.  | UD Villamalea             | 22 | 8  | 4 | 10 | 44 | 45 | -1  | 20  |
|  | 8.  | Munera CF                 | 22 | 8  | 4 | 10 | 36 | 38 | -2  | 20  |
|  | 9.  | Atlético Madrigueras      | 22 | 8  | 4 | 10 | 36 | 40 | -4  | 20  |
|  | 10. | CF Minaya                 | 22 | 7  | 6 | 9  | 35 | 39 | -4  | 20  |
|  | 11. | Atlético Mahora           | 22 | 6  | 4 | 12 | 27 | 43 | -16 | 16  |
|  | 12. | La Roda Promesas          | 22 | 1  | 5 | 16 | 24 | 71 | -47 | 7   |

Pts = Puntos; PJ = Partidos Jugados; G = Partidos Ganados; E = Partidos Empatados; P = Partidos Perdidos; GF = Goles Anotados; GC = Goles Recibidos
|  | Asciende a Primera Regional |

### Clasificación Grupo 2
Hay muchos ascensos al crearse un grupo en Primera Regional para los equipos de la provincia de Albacete y Cuenca.
|  |     | Equipos de fútbol    | PJ | G  | E | P  | GF | GC | Dif | Pts |
|  | --- | -------------------- | -- | -- | - | -- | -- | -- | --- | --- |
|  | 1.  | CD Hispania de Yecla | 20 | 14 | 3 | 3  | 47 | 17 | +30 | 31  |
|  | 2.  | Atlético Fuenteálamo | 20 | 13 | 4 | 3  | 43 | 20 | +23 | 30  |
|  | 3.  | Jumilla Atlético     | 20 | 12 | 1 | 7  | 56 | 33 | +23 | 25  |
|  | 4.  | CP Pozo Cañada       | 19 | 10 | 3 | 6  | 34 | 24 | +10 | 23  |
|  | 5.  | SD Caudete           | 20 | 10 | 2 | 8  | 30 | 20 | +10 | 22  |
|  | 6.  | CF Rayo Pozohondo    | 20 | 8  | 3 | 9  | 36 | 39 | -3  | 19  |
|  | 7.  | Santa Cruz           | 19 | 6  | 4 | 9  | 32 | 39 | -7  | 16  |
|  | 8.  | Montealegre CF       | 20 | 6  | 2 | 12 | 27 | 43 | -16 | 14  |
|  | 9.  | Atlético Higueruela  | 20 | 5  | 4 | 11 | 23 | 45 | -22 | 14  |
|  | 10. | Aguas Nuevas CF      | 20 | 5  | 2 | 13 | 30 | 48 | -18 | 12  |
|  | 11. | CF Chinchilla        | 20 | 5  | 2 | 13 | 31 | 61 | -30 | 12  |
|  | 12. | Tejanos Joe          | 0  | 0  | 0 | 0  | 0  | 0  | 0   | 0   |

Pts = Puntos; PJ = Partidos Jugados; G = Partidos Ganados; E = Partidos Empatados; P = Partidos Perdidos; GF = Goles Anotados; GC = Goles Recibidos
|  | Asciende a Primera Regional |

### Clasificación Grupo 3
|  |     | Equipos de fútbol        | PJ | G  | E | P  | GF | GC | Dif | Pts |
|  | --- | ------------------------ | -- | -- | - | -- | -- | -- | --- | --- |
|  | 1.  | CD Altet                 | 26 | 18 | 5 | 3  | 71 | 19 | +52 | 41  |
|  | 2.  | Redován CF               | 25 | 16 | 8 | 1  | 55 | 22 | +33 | 40  |
|  | 3.  | La Murada                | 26 | 16 | 6 | 4  | 51 | 27 | +24 | 38  |
|  | 4.  | La Murada Promesas       | 26 | 14 | 8 | 4  | 50 | 22 | +28 | 36  |
|  | 5.  | Rafal                    | 26 | 13 | 7 | 6  | 47 | 28 | +19 | 33  |
|  | 6.  | CD Albaterense           | 26 | 12 | 6 | 8  | 42 | 35 | +7  | 30  |
|  | 7.  | UD Benejúzar             | 26 | 10 | 9 | 7  | 35 | 31 | +4  | 29  |
|  | 8.  | CRD Hondón de las Nieves | 25 | 10 | 5 | 10 | 46 | 37 | +9  | 25  |
|  | 9.  | Molins                   | 25 | 8  | 3 | 14 | 35 | 45 | -10 | 19  |
|  | 10. | Almoradí Promesas        | 25 | 6  | 6 | 13 | 42 | 59 | -17 | 18  |
|  | 11. | CD Montesinos            | 26 | 5  | 4 | 17 | 38 | 63 | -25 | 14  |
|  | 12. | Marinense CF             | 24 | 5  | 3 | 16 | 28 | 76 | -44 | 13  |
|  | 13. | Jacarilla                | 26 | 4  | 4 | 18 | 27 | 71 | -44 | 12  |
|  | 14. | Benijófar                | 26 | 2  | 6 | 18 | 33 | 65 | -32 | 10  |
|  | 15. | SCD Obrera               | 0  | 0  | 0 | 0  | 0  | 0  | 0   | 0   |

Pts = Puntos; PJ = Partidos Jugados; G = Partidos Ganados; E = Partidos Empatados; P = Partidos Perdidos; GF = Goles Anotados; GC = Goles Recibidos
|  | Asciende a Primera Regional |

### Clasificación Grupo 4
|  |     | Equipos de fútbol    | PJ | G  | E | P  | GF | GC  | Dif | Pts |
|  | --- | -------------------- | -- | -- | - | -- | -- | --- | --- | --- |
|  | 1.  | Mahoya Atlético CF   | 28 | 20 | 6 | 2  | 71 | 23  | +48 | 46  |
|  | 2.  | Pinoso CF            | 28 | 17 | 7 | 4  | 73 | 23  | +50 | 41  |
|  | 3.  | Alquerías CF         | 28 | 18 | 5 | 5  | 54 | 25  | +29 | 41  |
|  | 4.  | Barinas CF           | 28 | 17 | 4 | 7  | 74 | 28  | +46 | 38  |
|  | 5.  | Los Ramos CF         | 28 | 13 | 5 | 7  | 53 | 34  | +19 | 31  |
|  | 6.  | Matanza              | 28 | 14 | 3 | 9  | 50 | 35  | +15 | 31  |
|  | 7.  | Beniaján CF          | 28 | 12 | 4 | 11 | 65 | 57  | +8  | 28  |
|  | 8.  | Algueña              | 28 | 12 | 4 | 12 | 53 | 43  | +10 | 28  |
|  | 9.  | Santa Cruz           | 28 | 11 | 2 | 15 | 47 | 63  | -16 | 24  |
|  | 10. | Huracán CF           | 28 | 10 | 4 | 14 | 59 | 59  | 0   | 24  |
|  | 11. | Atlético Beniel      | 28 | 10 | 3 | 15 | 49 | 80  | -31 | 23  |
|  | 12. | Torreagüera Atlético | 28 | 8  | 4 | 16 | 42 | 69  | -27 | 20  |
|  | 13. | Nuestra Tertulia     | 27 | 7  | 4 | 16 | 47 | 83  | -36 | 18  |
|  | 14. | Villanueva           | 27 | 6  | 4 | 17 | 46 | 77  | -31 | 16  |
|  | 15. | Sordos               | 28 | 0  | 3 | 25 | 30 | 114 | -84 | 3   |
|  | 16. | AD Fortuna           | 0  | 0  | 0 | 0  | 0  | 0   | 0   | 0   |

Pts = Puntos; PJ = Partidos Jugados; G = Partidos Ganados; E = Partidos Empatados; P = Partidos Perdidos; GF = Goles Anotados; GC = Goles Recibidos
|  | Asciende a Primera Regional |

### Clasificación Grupo 5
|  |     | Equipos de fútbol     | PJ | G  | E | P  | GF | GC | Dif | Pts |
|  | --- | --------------------- | -- | -- | - | -- | -- | -- | --- | --- |
|  | 1.  | Sangonera Atlético    | 26 | 21 | 1 | 4  | 65 | 21 | +44 | 43  |
|  | 2.  | Guadalupe CF          | 26 | 16 | 6 | 4  | 63 | 44 | +19 | 38  |
|  | 3.  | Sporting Javalí Nuevo | 26 | 11 | 9 | 6  | 52 | 44 | +8  | 31  |
|  | 4.  | La Unión Athlétic     | 24 | 11 | 6 | 7  | 45 | 35 | +10 | 28  |
|  | 5.  | UD Cañada Gallego     | 26 | 13 | 2 | 11 | 54 | 41 | +13 | 28  |
|  | 6.  | La Tercia             | 26 | 11 | 5 | 10 | 45 | 46 | -1  | 27  |
|  | 7.  | Ferroldán             | 26 | 9  | 8 | 9  | 42 | 44 | -2  | 26  |
|  | 8.  | CD Juvenia            | 26 | 11 | 4 | 11 | 37 | 34 | +3  | 26  |
|  | 9.  | Los Alcázares CF      | 26 | 11 | 1 | 14 | 46 | 54 | -8  | 23  |
|  | 10. | CD Barqueros          | 25 | 9  | 4 | 12 | 40 | 45 | -5  | 22  |
|  | 11. | Sucina CF             | 26 | 9  | 4 | 13 | 35 | 41 | -6  | 20  |
|  | 12. | AD Mar Menor          | 26 | 6  | 6 | 14 | 32 | 46 | -14 | 18  |
|  | 13. | CD Corvera            | 26 | 7  | 4 | 15 | 42 | 66 | -24 | 18  |
|  | 14. | Los Martínez          | 25 | 4  | 2 | 19 | 32 | 69 | -37 | 10  |

Pts = Puntos; PJ = Partidos Jugados; G = Partidos Ganados; E = Partidos Empatados; P = Partidos Perdidos; GF = Goles Anotados; GC = Goles Recibidos
|  | Asciende a Primera Regional |

### Clasificación Grupo 6
|  |     | Equipos de fútbol | PJ | G  | E | P  | GF | GC | Dif | Pts |
|  | --- | ----------------- | -- | -- | - | -- | -- | -- | --- | --- |
|  | 1.  | CD Pliego         | 26 | 20 | 4 | 2  | 56 | 20 | +36 | 44  |
|  | 2.  | Alguazas CF       | 26 | 20 | 4 | 2  | 79 | 20 | +59 | 44  |
|  | 3.  | UD Alhameña       | 25 | 16 | 5 | 4  | 53 | 20 | +33 | 37  |
|  | 4.  | Hoya del Campo    | 26 | 15 | 3 | 8  | 53 | 41 | +12 | 33  |
|  | 5.  | Campos del Río CD | 26 | 12 | 6 | 8  | 48 | 42 | +6  | 30  |
|  | 6.  | Abarán            | 26 | 10 | 6 | 10 | 33 | 45 | -12 | 26  |
|  | 7.  | Bullas CF         | 26 | 9  | 8 | 9  | 30 | 33 | -3  | 26  |
|  | 8.  | CF Albudeite      | 26 | 9  | 7 | 10 | 58 | 49 | +9  | 25  |
|  | 9.  | La Parroquia      | 25 | 8  | 4 | 13 | 31 | 45 | -14 | 20  |
|  | 10. | UD Archenera      | 26 | 6  | 4 | 16 | 23 | 45 | -22 | 16  |
|  | 11. | Yéchar            | 26 | 5  | 5 | 16 | 34 | 68 | -34 | 15  |
|  | 12. | La Paca           | 26 | 7  | 1 | 18 | 39 | 60 | -21 | 15  |
|  | 13. | Ulea              | 26 | 7  | 3 | 16 | 28 | 54 | -26 | 15  |
|  | 13. | UD Calasparra     | 26 | 5  | 4 | 17 | 24 | 56 | -32 | 14  |
|  | 13. | CD Vera Cruz      | 0  | 0  | 0 | 0  | 0  | 0  | 0   | 0   |

Pts = Puntos; PJ = Partidos Jugados; G = Partidos Ganados; E = Partidos Empatados; P = Partidos Perdidos; GF = Goles Anotados; GC = Goles Recibidos
|  | Asciende a Primera Regional |